# Ophionereis vittata
Ophionereis vittata är en ormstjärneart som beskrevs av Hendler 1995. Ophionereis vittata ingår i släktet Ophionereis och familjen Ophionereididae. Inga underarter finns listade i Catalogue of Life.